# Laître-sous-Amance
Laître-sous-Amance település Franciaországban, Meurthe-et-Moselle megyében. Lakosainak száma 353 fő (2022. január 1.). Laître-sous-Amance Amance, Bouxières-aux-Chênes, Dommartin-sous-Amance, Laneuvelotte, Seichamps és Velaine-sous-Amance községekkel határos.

## Népesség
A település népességének változása:
| Lakosok száma | 227  | 332  | 370  | 382  | 388  | 410  | 397  | 366  | 362  | 353  |
|               | 1968 | 1982 | 1990 | 2006 | 2013 | 2015 | 2017 | 2019 | 2020 | 2022 |